# عبدالعاطی العبیدی
عبدالعاطی العبیدی (عربی: عبد العاطي العبيدي؛ زادهٔ ۱۰ اکتبر ۱۹۳۹ – درگذشتهٔ ۱۶ سپتامبر ۲۰۲۳) دیپلمات و سیاستمدار اهل لیبی بود.
او در زمان معمر قذافی مناصب عالی مختلفی را در لیبی داشت. وی از سال ۱۹۷۷ تا ۱۹۷۹ نخست‌وزیر و از سال ۱۹۷۹ تا ۱۹۸۱ دبیرکل کنگره عمومی خلق بود. عبدالعطی العبیدی یکی از سه مذاکره کننده اصلی در تصمیم لیبی برای محکوم کردن و کنار گذاشتن برنامه تسلیحات هسته‌ای این کشور بود. در میان جنگ داخلی سال ۲۰۱۱ بین وفاداران قذافی و شورشیان، او وزیر امور خارجه بود. در ۳۱ اوت ۲۰۱۱، او در غرب طرابلس توسط نیروهای شورشی بازداشت شد. در ژوئن ۲۰۱۳، دادگاه او را به اتهام سوءمدیریت بی گناه تشخیص داد.
عبدالعاطی العبیدی در ۱۶ سپتامبر ۲۰۲۳، در سن ۸۳ سالگی بر اثر سکته قلبی درگذشت.

## شغل
دبیرکل کمیته عمومی خلق (نخست‌وزیر)
- ۱ مارس ۱۹۷۷ تا ۱ مارس ۱۹۷۹

دبیرکل کنگره عمومی خلق (رئیس دولت)
- ۲ مارس ۱۹۷۹ تا ۷ ژانویه ۱۹۸۱

سایر موقعیت‌ها
- وزیر امور اروپا
- وزیر امور خارجه
- معاون وزیر امور خارجه
- سفیر لیبی در تونس
- سفیر لیبی در ایتالیا